# Laxmi Prasad Devkota
Laxmi Prasad Devkota, né 12 novembre 1909 à Katmandou et mort le 14 septembre 1959 dans la même ville, est un poète népalais et ministre de l'Éducation. Il est considéré comme l'une des plus grandes et des plus célèbres figures littéraires du Népal. Il est considéré comme l'une des plus grandes et des plus célèbres figures littéraires du Népal et a été honoré du titre de Mahakavi, signifiant Grand Poète

## Biographie
Laxmi Prasad Devkota est né dans la nuit de Lakshmi Puja le 13 novembre 1909 (27 Kartik 1966 BS), de son père, Teel Madhav Devkota, et de sa mère, Amar Rajya Lakshmi Devi, à Dhobidhara, Katmandou.
Le père de Devkota était un érudit en sanskrit, sous la direction duquel il a reçu son éducation de base. Il a commencé son éducation formelle à l'école secondaire Durbar, où il a étudié à la fois la grammaire sanskrite et l'anglais. En 1925, il est entré au collège Tri Chandra pour étudier les sciences. Après avoir terminé son diplôme de base en sciences en 1929, il s'est orienté vers les sciences humaines et a obtenu son baccalauréat en arts. En 1931, il est allé à Patna, en Inde, et a rejoint l'université de Patna pour étudier le droit.
De retour à Katmandou après avoir terminé ses études à Patna, il a rejoint le collège Tri Chandra en tant qu'enseignant.
Une décennie après avoir obtenu son diplôme d'avocat, il a commencé à travailler au Népal Bhasaanuwad Parishad (Conseil de Censure des Publications), où il a rencontré le célèbre dramaturge Balkrishna Sama. En même temps, il a également travaillé comme maître de conférences au collège Tri-Chandra et au collège Padma Kanya.
Devkota a contribué à la littérature népalaise en lançant un mouvement romantique moderne en langue népalaise dans le pays. Il a été le deuxième écrivain né au Népal à commencer à écrire des poèmes épiques dans la littérature népalaise. La poésie népalaise a atteint de nouveaux sommets grâce à l'utilisation innovante de la langue par Devkota.
En se détachant de la tradition sanskrite qui dominait la littérature népalaise de l'époque et en s'inspirant de la ballade en Nepalbhasha "Ji Waya La Lachhi Maduni," il a écrit "Muna Madan" (népalais : मुनामदन) en 1930. Ce long poème narratif est mis en musique sur l'air populaire Jhyaure bhaka (népalais : झ्याउरे भाका). "Muna Madan" est devenu le livre le plus vendu de l'histoire de la littérature népalaise. Le poème a été immédiatement reconnu par les Ranas, les ministres du pays à l'époque. "Muna Madan" raconte l'histoire de Madan, un marchand qui voyage au Tibet pour gagner de l'argent, laissant derrière lui sa femme, Muna. Le poème explore les défis émotionnels de son voyage, y compris la tristesse de la séparation, la douleur de la nostalgie et l'angoisse de la mort
Pendant son séjour en Inde, Devkota a écrit Pagal (« Le Fou ») l'une de ses œuvres les plus célèbres.